# Талула Бель Вілліс
Талула Бель Вілліс (нар. 3 лютого 1994 року, Лос-Анджелес) — дочка Брюса Вілліса та Демі Мур. Навчалась у Wildwood School і Interlochen Center for the Arts. Зараз вона акторка. Знімалась у таких фільмах та серіалах, як: 10 ярдів, бандити, червона літера. Деякий час, Талула хворіла РХП (розладом харчової поведінки). Упродовж багатьох років молодша дочка голівудських акторів відкрито розповідала про свою боротьбу з анорексією і дисморфією тіла. У 2014 році вона зізналася, що схудла до 43 кілограмів під впливом таблоїдів.
«Мені поставили діагноз „дисморфія тіла“, коли я читала ці дурні таблоїди, коли мені було близько 13 років. Я почувалася потворною, як завжди, — розповіла вона тоді. — Я вірила незнайомцям більше, ніж людям, які мене любили». Але недавно в своєму інстаграмі, вона опублікувала фото свого тіла, з підписом «Подивіться на моє здорове тіло!», на що її сестра відповіла у коментарях: «Ти прекрасна». Донька голлівудських акторів Демі Мур та Брюса Вілліса — Таллула — поскаржилася на невдалу косметологічну процедуру.
Так, у своєму фотоблогу 30-річна донька зірок повідомила, що шість років тому звернулася до косметолога задля змін форми свого обличчя. Зокрема, скористалася філерами. Втім, результатом Таллула була зовсім невдоволена. Так, через прикрий випадок тривалий час вона була емоційно пригніченою. І додала, що ефект від філерів повністю зник лише після шести років. Наразі донька Вілліса вчиться відмовлятися від косметологічних процедур, щоб знову не зіткнутися зі схожою проблемою.
«Я боялася про це розповідати, але філери у моєму обличчі повністю розчинилися. Після емоційного та психологічного зламу, які вони мені дали, я не бачила своєї справжньої кісткової структури приблизно шість років. Все ще вчуся приймати себе такою, як є і не робити собі уколи краси. А це складно, коли твій мозок каже тобі, що чим більше ти їх робитимеш, тим краще!», — зізналася Таллула. нещодавно Таллула вперше розповіла, що у неї діагностували аутизм й поділилася подробицями недуги.
Проте по поведінці Талули цього непомітно, тому сподіваємось, що зі здоров'ям у неї все буде добре.